# Botia
Pour les articles homonymes, voir Botía.
Genre
Botia est un genre de poisson de la famille des Botiidae.

## Espèces du genre
Selon FishBase (07 juillet 2015):
- Botia almorhae ou Loche pakistanaise Gray, 1831
- Botia birdi Chaudhuri, 1909
- Botia dario (Hamilton, 1822)
- Botia dayi Hora, 1932
- Botia histrionica Blyth, 1860
- Botia kubotai Kottelat, 2004
- Botia lohachata Chaudhuri, 1912
- Botia rostrata Günther, 1868
- Botia striata Narayan Rao, 1920
- Botia udomritthiruji Ng, 2007

## Description
Parmi les nombreux poissons que l’on peut utiliser en aquarium d'eau douce chaude, le Botia est un poisson d’eau douce tropicale issu essentiellement du Sud-Est Asiatique et de la famille des loches, on compte environ 200 espèces de loches qui font partie de la famille des Botiidae.

## En aquarium
La loche clown (Chromobotia macracanthus (ex Botia)) arbore de jolies couleurs et fait la joie des aquariums communautaires. Elle nécessite, pour s'épanouir de grands volumes et de vivre parmi ses congénères(4 à 5 individus dans un bac de 450 l au minimum). La loche zébrée est un poisson calme mais timide qui a besoin d'un trou pour se réfugier et qui est malheureusement fort nocturne.

## Comportement
Ce sont des poissons friands d'escargots donc, si vous désirez avoir des gastéropodes dans votre aquarium, évitez les loches. Elles aiment des sols sablonneux et sont des acteurs importants de l'équilibre de votre écosystème mais restent cependant des poissons un peu fragiles dont il faut prendre grand soin. Vous pouvez les introduire à l'unité ou en petits groupes mais notez que moins les loches sont nombreuses, plus elles sont farouches donc moins vous les verrez. De caractère assez versatile, c'est une espèce habituellement très paisible pour les autres hôtes de l'aquarium mais qui peut cependant ravager vos plantes en les mangeant ou en les déracinant de par son activité de fouissement du sol.

## Galerie

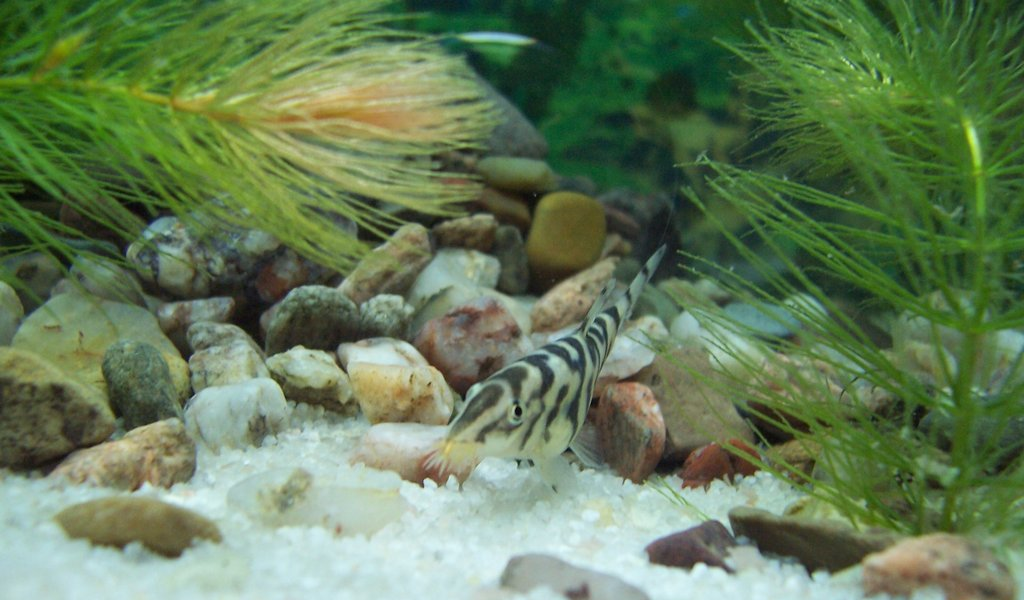
Loche grise (Botia almorhae)
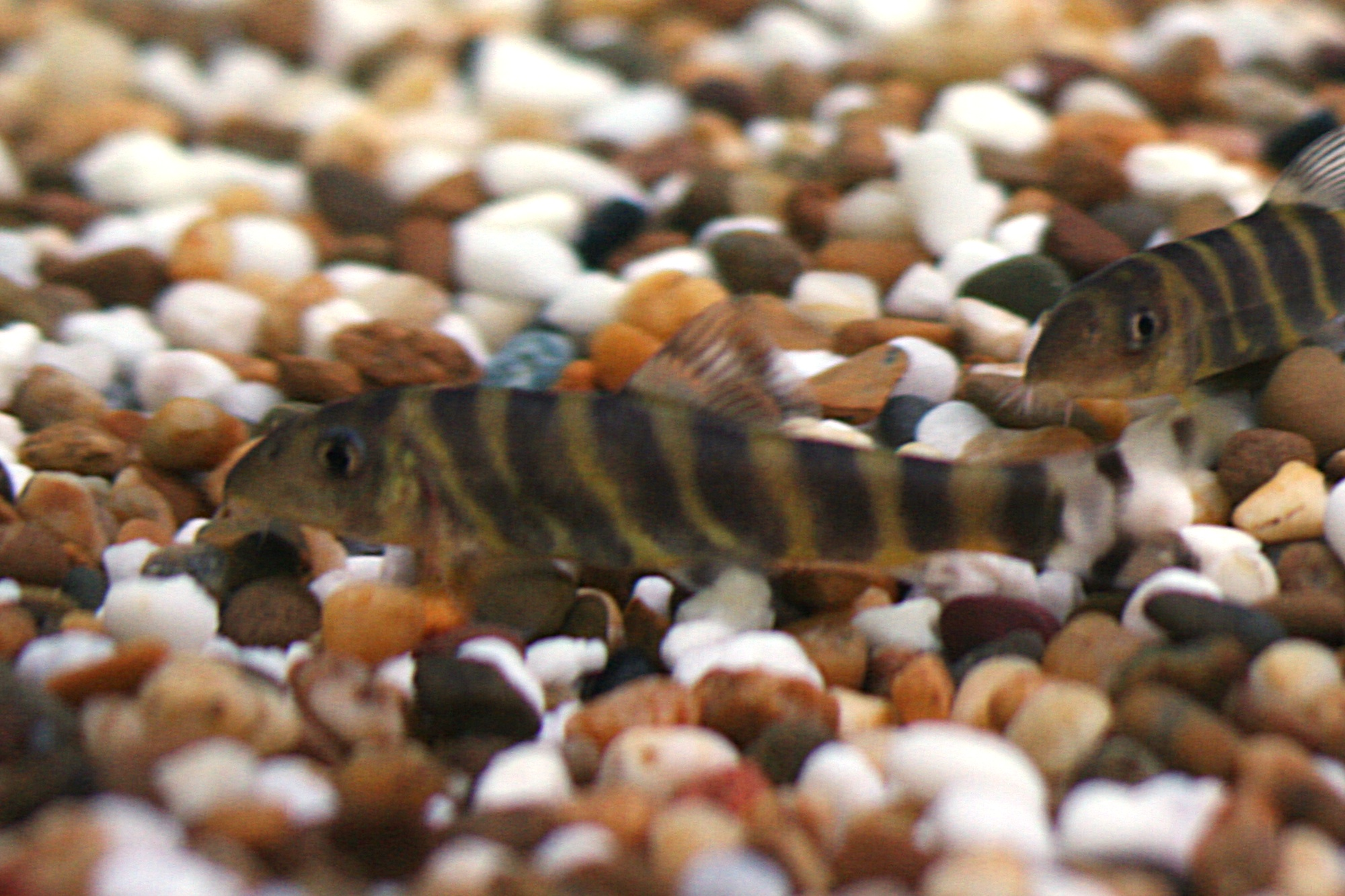
Loche de Hamilton (Botia dario)
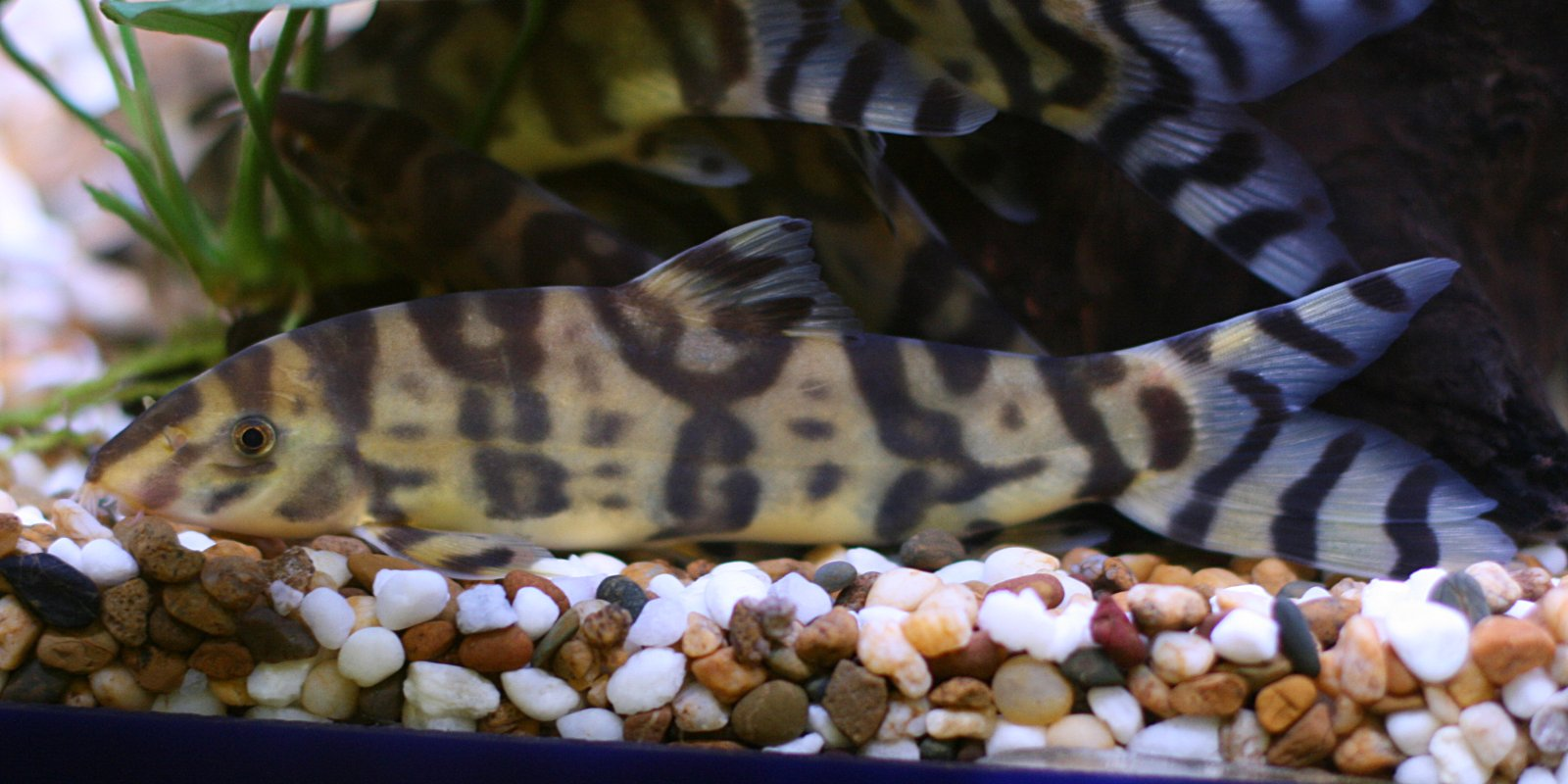
Loche de Blyth (Botia histrionica)
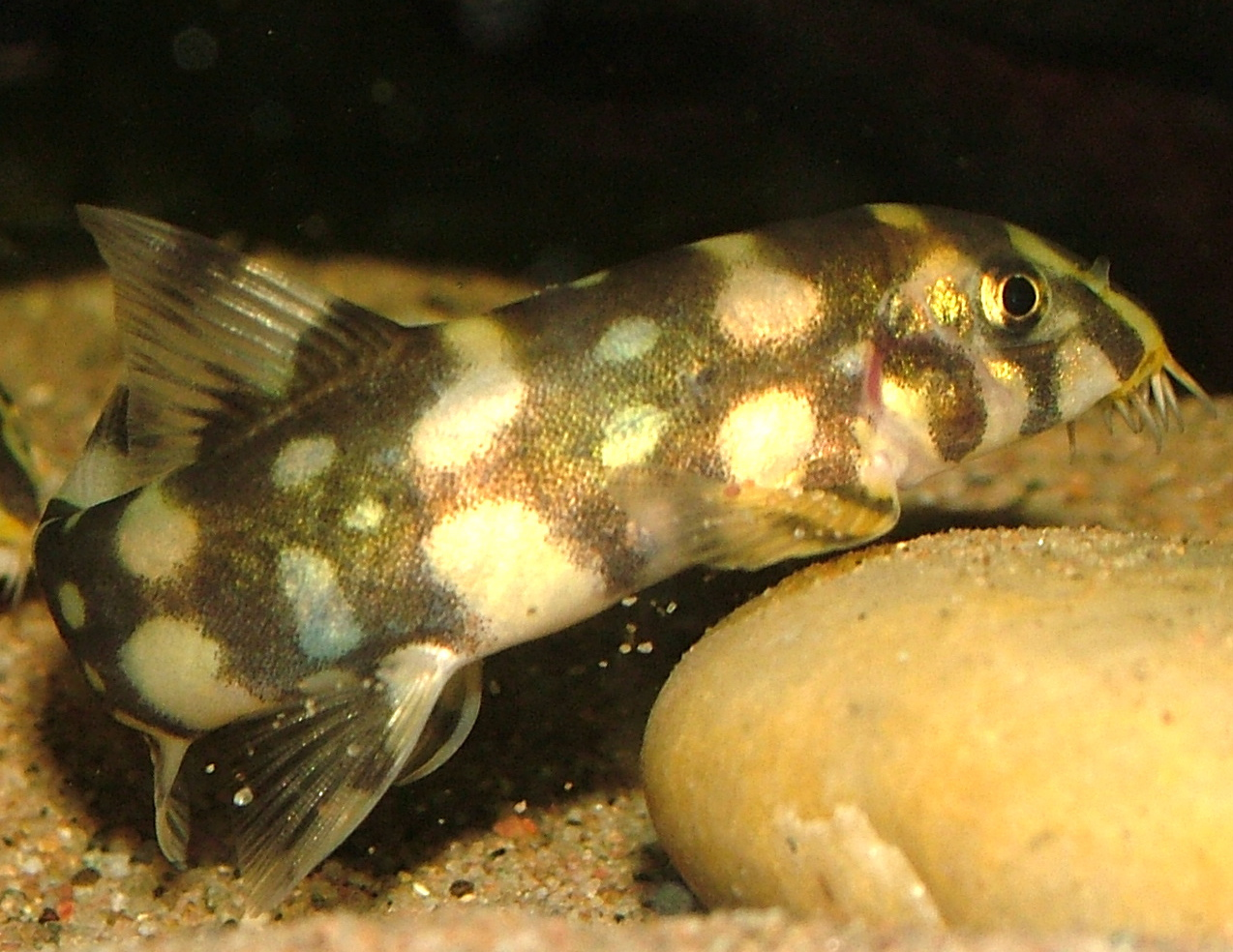
Loche de Kottelat (Botia kubotai)
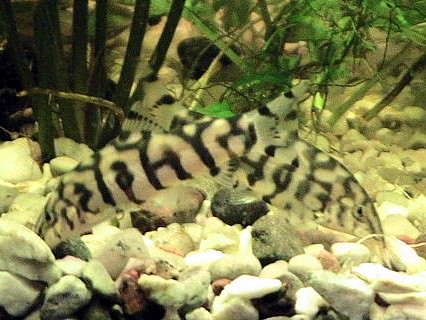
Loche de Chauhuri (Botia lohachata)
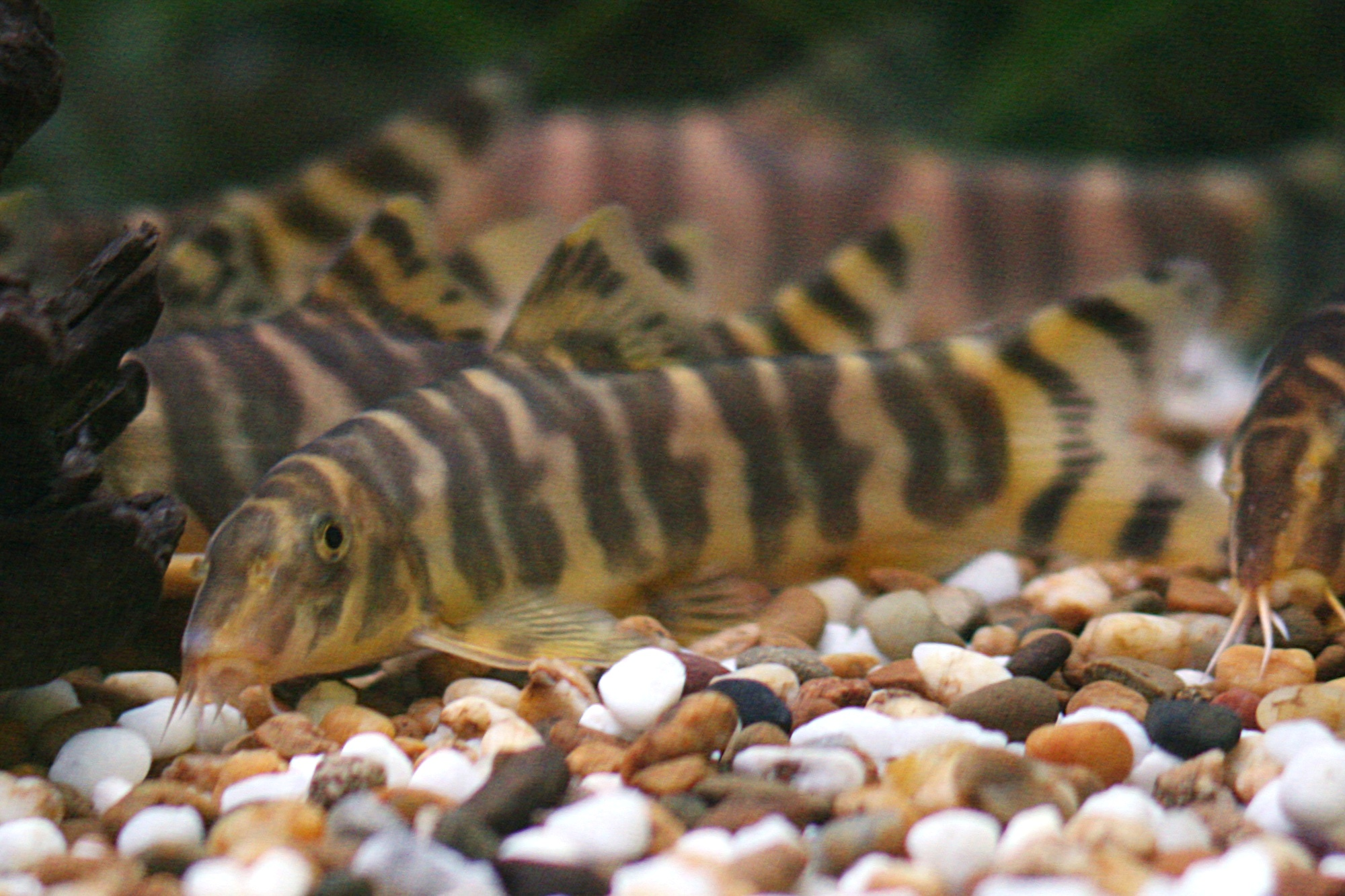
(Botia Tenasserim)
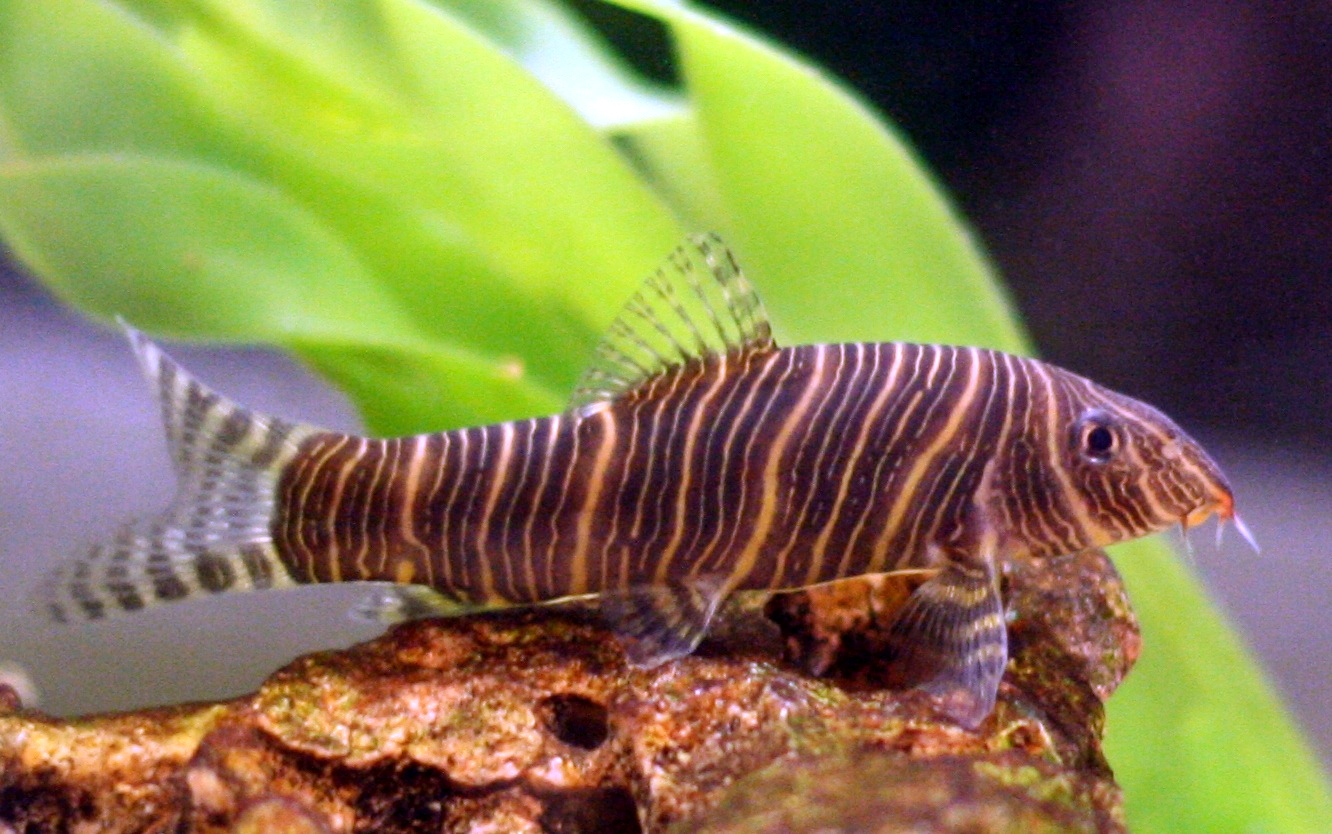
Loche zébrée (Botia Striata)
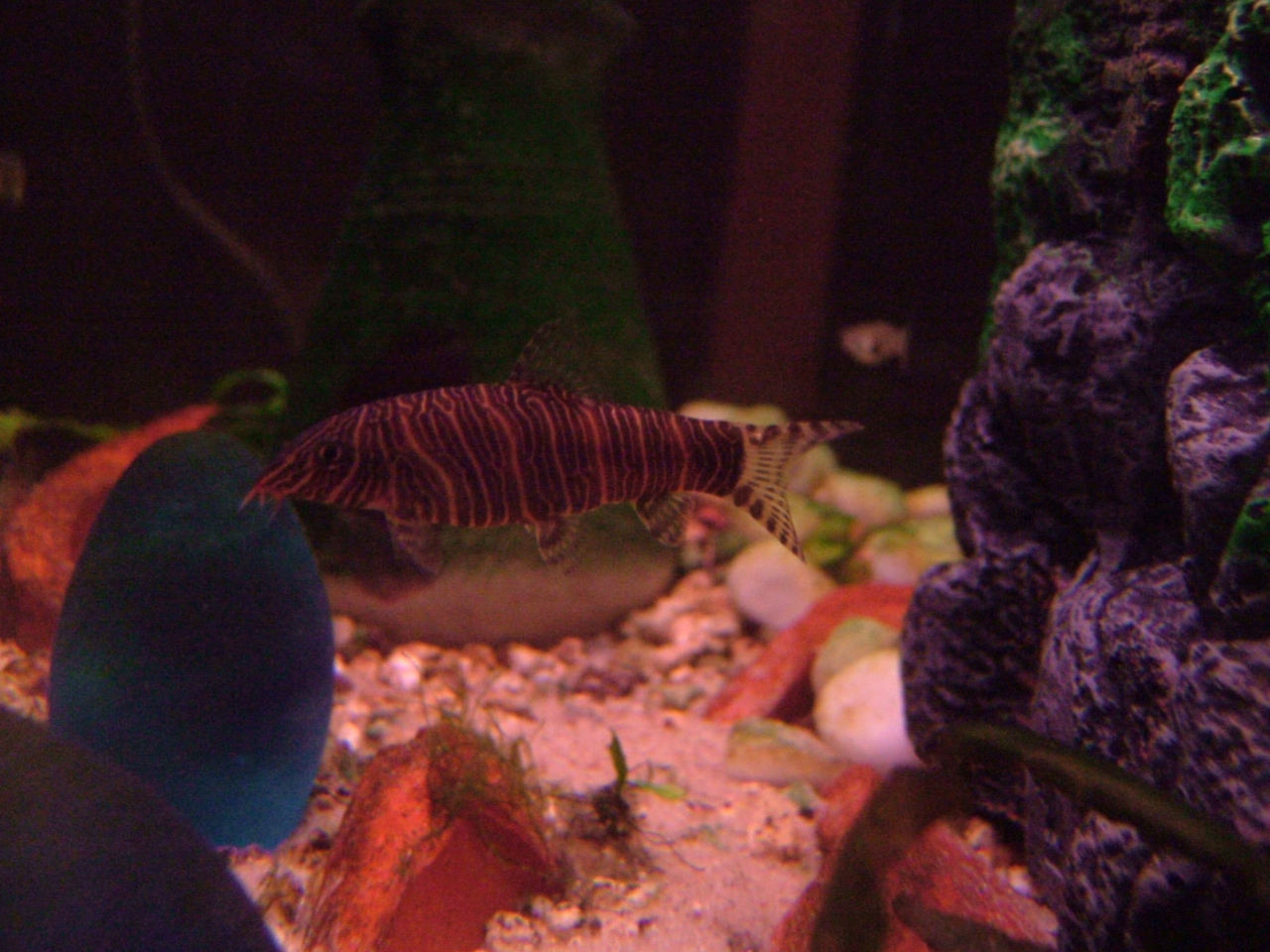
Loche zébrée (Botia Striata)

## Bibliothèque
- Turner, Emma. 2007. "An Introduction To Keeping Botia" Loaches Online
- Kottelat, M. 2004. Botia kubotai, a new species of loach (Teleostei: Cobitidae) from the Ataran River basin (Myanmar), with comments on botiine nomenclature and diagnosis of a new genus. Zootaxa, 401: 1-18.
- "Botia." ITIS Standard Report. (Integrated Taxonomic Information System: National Museum of Natural History, Washington, D.C., 2004-10-11). ITIS 638919
- Ophir, M. 2009. "Keeping Loaches in Home Aquaria: General Tips and Recommendations". www.loachworld.com